# Plaza de los Héroes Nacionales (Malasia)
La plaza de los Héroes Nacionales (en malayo: Dataran Pahlawan Negara) es un monumento a los caídos en Putrajaya, Malasia. El monumento, que es análogo al Memorial de Guerra Australiano en Canberra, Australia, se encuentra en el Precinto 1 para sustituir el Monumento nacional (Tugu Negara) como sede del Día de los Guerreros (Hari Pahlawan). Una vez terminado en 2013, será el lugar de la celebración del Día de los Guerreros cada año en Malasia, en conformidad con la decisión del Consejo Nacional de Fatwa en 1998 y la última en abril de 2009.